# Musée de l'Histoire de Montpellier
Le Musée de l'Histoire de Montpellier présente la naissance et l'histoire de la ville de Montpellier.

## Situation
Le musée de l'histoire de Montpellier est situé dans la crypte de l'ancienne église Notre-Dame des Tables aujourd'hui disparue, sous la Place Jean Jaurès.

## Collections
Le musée présente des vues de Montpellier au Moyen Âge, une reconstitution de l'église Notre-Dame des Tables, qui était le cœur de la ville, et explique tous les événements traversés par celle-ci depuis son origine.